# Urandra evenia
Urandra evenia là một loài thực vật có hoa trong họ Stemonuraceae. Loài này được (Stapf) R.A. Howard miêu tả khoa học đầu tiên năm 1940.